# 上田春佳
上田 春佳（うえだ はるか、1988年4月27日 - ）は、日本の元競泳選手で、キッコーマン社員。専門種目は自由形。2012年ロンドンオリンピック400mメドレーリレー銅メダリスト。

## 経歴・人物
東京都北区出身、西ケ原で小学4年まで暮らしていた。血液型はO型。
5歳で東京スイミングセンターに通い始める。2001年に北区立西ヶ原小学校卒業後、私立の武蔵野中学校・高等学校に進み、6年間を過ごす。
中学時代から徐々に頭角を現し始めるも、世界の舞台に躍り出たのは高校2年になった2005年である。この年の日本選手権で好成績を収め、7月にモントリオールで開催された世界水泳で代表デビュー、200m自由形、自由形リレーに出場した。帰国後休養する間もなくインターハイに母校の代表として出場、200m、400m自由形で2冠を達成し、大型新人として注目を受けた。
高校卒業後の2007年に日本大学経済学部経済学科入学。大会により所属を大学と通い続けた東京スイミングセンターとで使い分けた。2年生の2008年、北京オリンピックの代表選考会を兼ねた日本選手権で、女子200m自由形で競泳個人種目派遣標準タイムには及ばなかったものの優勝し、4位までの選手のタイムがリレーメンバー選考標準タイムを突破したことで、自由形リレーの代表として出場権を得、おまけで個人種目にもエントリーしたが、その本番では予選で1分57秒64の日本新記録をマークしたものの準決勝で敗れた。五輪前の6月6日にはジャパンオープン競泳大会で女子200m自由形に出場し、千葉すずが1999年にマークした1分58秒78を9年ぶりに更新する1分57秒75の日本新記録をマークした。
卒業後の進路に悩んでいたところ、日本オリンピック委員会が始めたアスナビプログラムを知り、これを利用して就職活動。大学を卒業した2011年、女子第1陣としてカヌーの竹下百合子とともにキッコーマンに入社した。これ以降は勤務先のキッコーマン所属で、東京スイミングセンターは単なる練習拠点となり、平井伯昌の「チーム平井」に加入して練習を行っている。
2012年1月、東京都選手権の女子100m自由形に出場し、54秒33という日本新記録をマーク、同年の日本選手権エントリー資格を得た。その日本選手権はロンドンオリンピック代表選考会だったが、100m自由形で54秒00の日本記録で優勝して代表に選ばれた。50m自由形及び200m自由形でも優勝したものの、派遣標準記録を突破できなかったためにこちらの種目でのオリンピック代表はならなかったが、4×200m自由形リレー代表には選出された。オリンピック本番では女子4×100mメドレーリレー決勝にも出場し、総合タイムでそれまでの同種目の日本記録を2秒近く縮めた3分55秒73の日本新記録で銅メダルを獲得した。なおこの功績により10月に北区区民文化奨励賞を受賞。
2013年12月、現役引退を表明。今後はキッコーマンの社員として働く。2014年11月、ロンドン五輪男子200メートルバタフライ代表の金田和也と結婚。

## 主な出場大会
オリンピック
- 北京オリンピック（女子200m自由形準決勝敗退、女子4×200m自由形リレー）
- ロンドンオリンピック（女子4×100mメドレーリレー3位、女子100m自由形）

世界選手権
- 2005年：モントリオール
- 2007年：メルボルン
- 2009年：ローマ
- 2011年：上海
- 2013年：バルセロナ

その他の主な大会
- 2005年：全国高等学校総合体育大会 （女子200m、400m自由形1位）
- 2008年：日本選手権水泳競技大会（女子200m自由形1位）【五輪出場権獲得】
- 2012年：ジャパンオープン (長水路)（女子100m自由形1位：54秒48）

## 自己ベスト
- 50m自由形　25秒17
- 100m自由形　54秒00（日本記録）
- 200m自由形　1分57秒37（日本記録）

## その他活動
- 雑誌「SWIM」（アールビーズ刊）表紙（2010年9月号）